# Eerste Franse Keizerrijk
Het Eerste Franse Keizerrijk, ook bekend als het Grotere Franse Keizerrijk, Franse Keizerrijk of Napoleontisch Keizerrijk, was het keizerrijk van Napoleon I van Frankrijk. Het was de dominantie van Frankrijk over een groot deel van het vasteland van Europa in de vroege 19e eeuw.

## Ontstaan

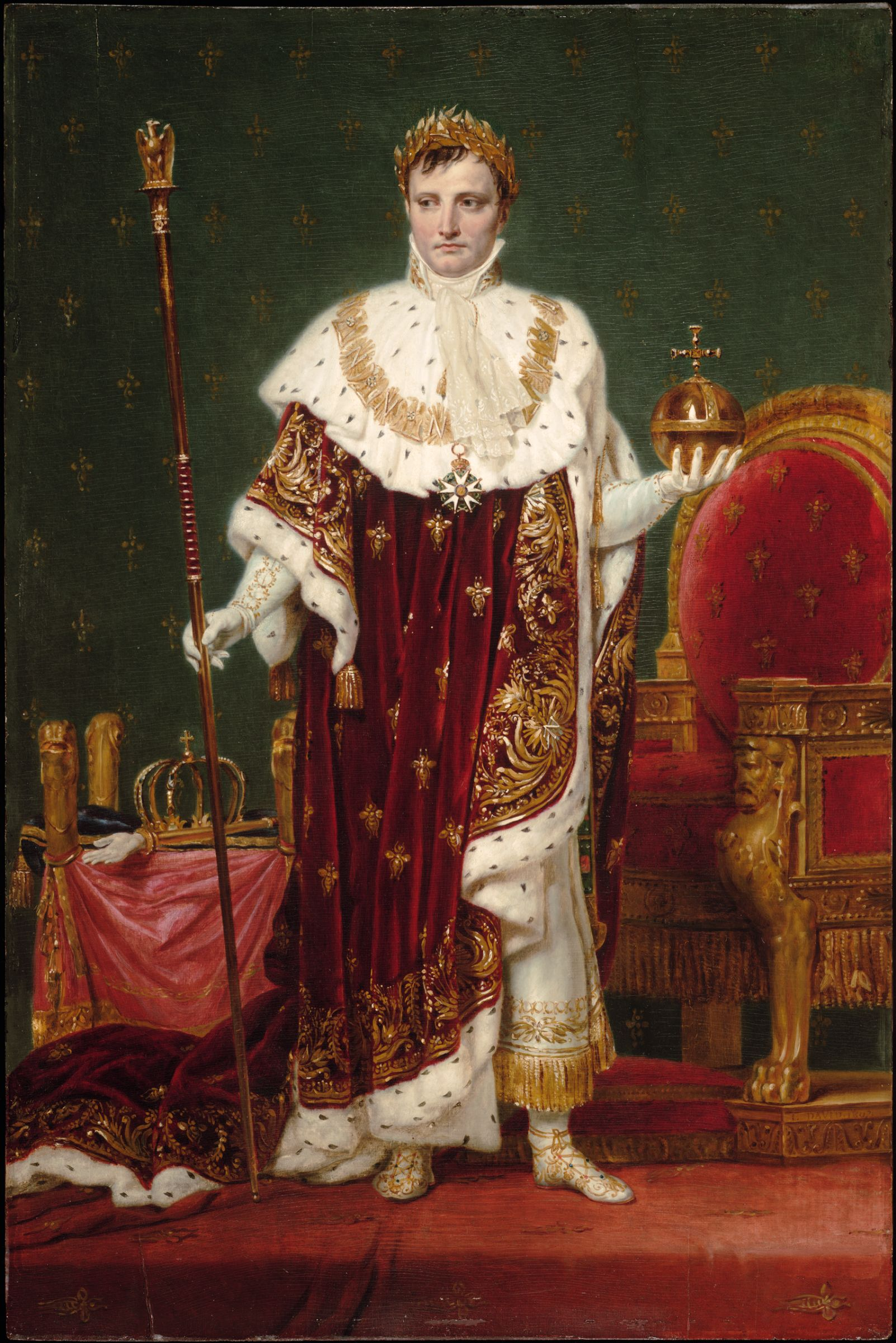
Keizer Napoleon I

Napoleon regeerde voordat hij keizer werd, als eerste consul voor het leven over de Franse Republiek. Op 13 april 1804 boog de Raad van State zich over de vraag of Napoleon keizer moest worden. Volgens hen was elke andere titel ongepast, want na de executie van Lodewijk XVI van Frankrijk was gezegd dat hij de "laatste der koningen" was. De grootte en de kracht van de Franse Republiek werden vergeleken met de rijken van Caesar en Karel de Grote en daardoor lag de titel van keizer voor de hand.
Op 30 april stemde het Tribunaat in met het uitroepen van het Franse Keizerrijk. Op 4 mei bezocht een delegatie van de Senaat Napoleon die hem vertelde dat de omstandigheden vereisten dat hij de functie van erfelijk keizer op zich nam. Hierbij stelden ze enkele voorwaarden: de vrijheid en gelijkheid van het volk mochten niet in gevaar komen en hun soevereiniteit moest gewaarborgd blijven. Napoleon stond er op dat de verandering van de staatsvorm niet konden worden goedgekeurd zonder een volksstemming. Bij deze stemming stemde het Franse volk alleen over de erfopvolging van de troon en niet de benoeming van Napoleon tot keizer zelf. Het referendum kende een opkomst van 35 procent en hierbij stemden 3.572.329 mensen voor en 2569 mensen tegen. Al was er wel enige sprake van gesjoemel met de stemmen.

Napoleon kroont zichzelf tot keizer

Op 2 december kroonde Napoleon zichzelf, in aanwezigheid van de paus in de Notre-Dame van Parijs als Napoleon I, keizer der Fransen. Met de kroning van Napoleon tot keizer begon de napoleontische periode en ontstond ook het Franse Keizerrijk.

## Militaire overwinningen
Tijdens de Slag bij Austerlitz in 1805 versloeg het Franse leger de Russische en Oostenrijkse legers. Na de overgave ondertekende Oostenrijk het Verdrag van Pressburg en verliet daarmee de coalitie. Daarnaast moest Oostenrijk Venetië afstaan aan het koninkrijk Italië en moest Tirol aan Beieren gegeven worden.

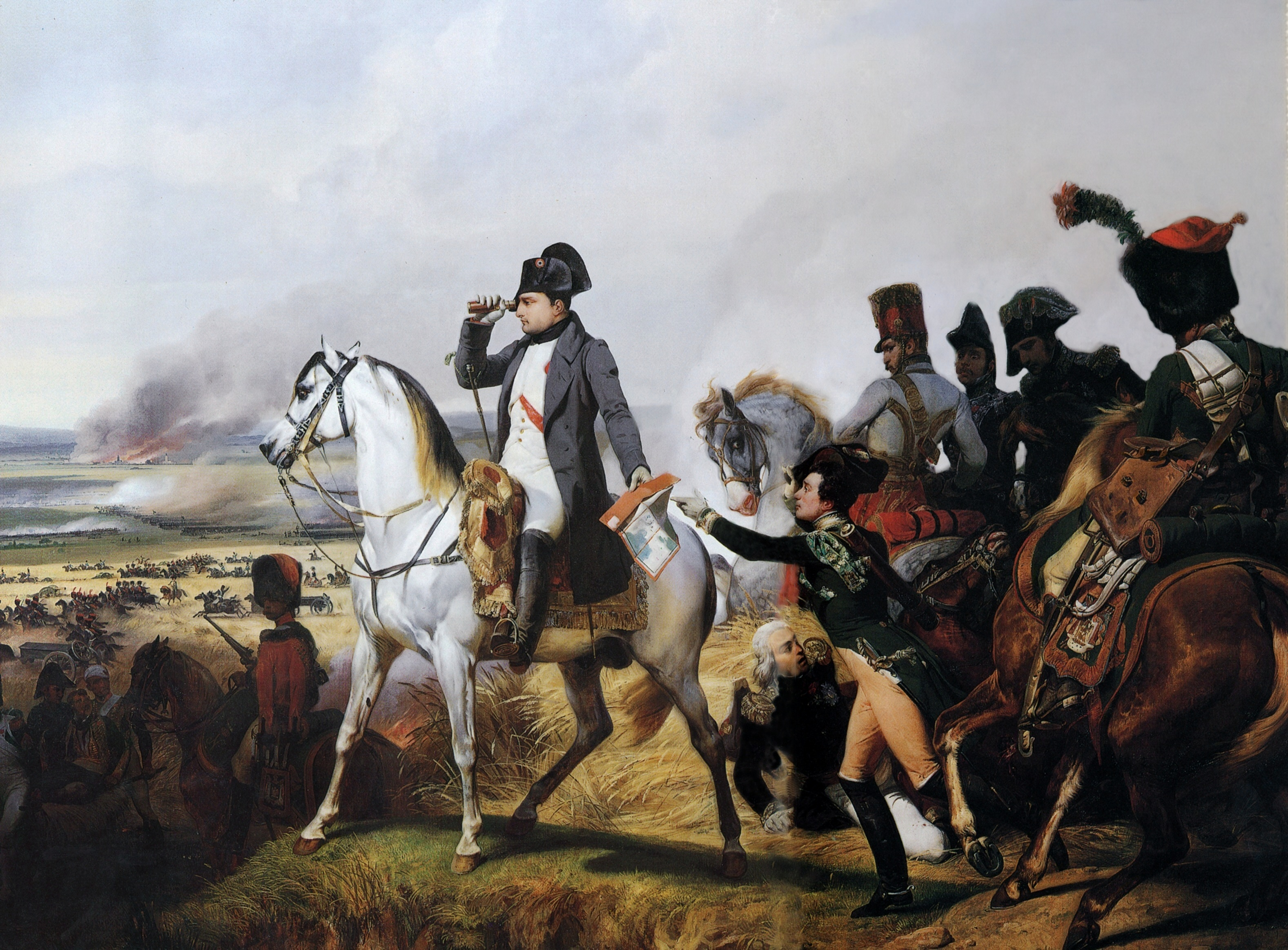
Napoleon tijdens de Slag bij Wagram

Later zou Frankrijk nog meer overwinningen halen tijdens de veldslagen bij Jena, Eylau en Wagram.
De Napoleontische oorlogen zorgden voor veel veranderingen in Europa. Zo kwam er een einde van het Heilige Roomse Rijk, dat al sinds de 10de eeuw bestond. In plaats daarvan stichtte Napoleon Bonaparte de Confederatie van de Rijn. Over het algemeen vormden de door Napoleon gedomineerde regio's uiteindelijk regeringen die loyaal waren aan de Franse keizer. Zo werd de Franse invloed in Europa steeds groter.

## Einde van het keizerrijk

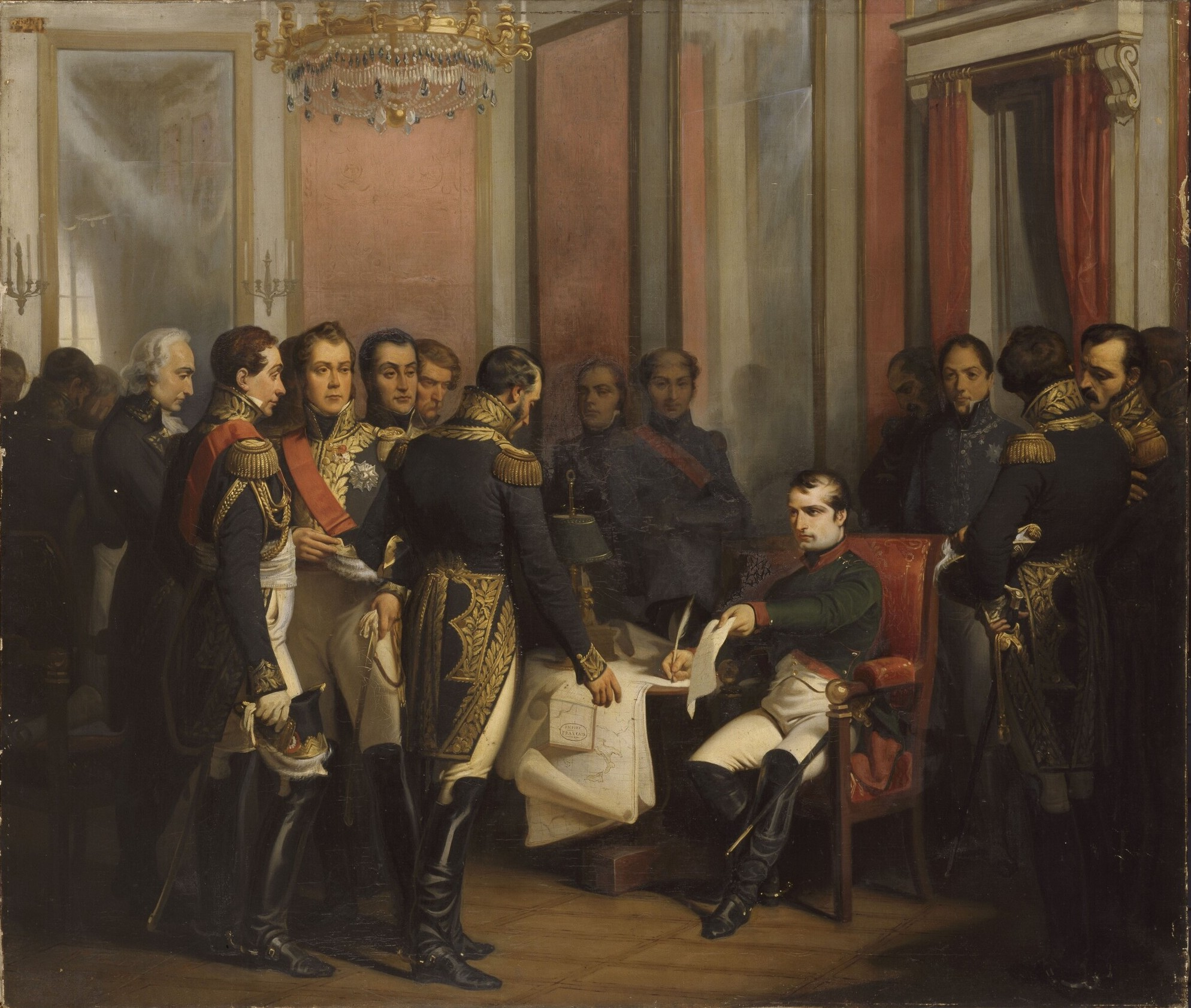
Keizer Napoleon I treed af als keizer der Fransen

In 1812 begon Napoleon de Russische veldtocht. De tocht naar Rusland eindigde echter in een grote mislukking. Van de ongeveer 500.000 Franse soldaten die van in het begin van de tocht erbij waren, overleefden er maar 70.000 het einde van de tocht. Na de Franse terugtrekking uit Rusland, bleef Frankrijk zich terugtrekken en verloor steeds meer gebied. In januari 1814 trokken de geallieerden Frankrijk binnen. Met zijn resterende troepen kon Napoleon de binnenvallende legers nog een tijdje tegenhouden. Tussen januari en maart 1814 vonden enkele veldslagen plaats tussen Frankrijk en de geallieerden in de Marnestreek ten oosten van Parijs. Nadat Napoleon naar het oosten was weggelokt en richting Lotharingen trok om de geallieerde bevoorradingslijnen af te snijden, openden de verbonden troepen onverwacht hun definitieve offensief richting Parijs. Napoleon kon toen niets anders doen dan op 11 april 1814 af te treden als keizer der Fransen. Hij werd na de troonsafstand verbannen naar het eiland Elba. Frankrijk werd na de opheffing van het keizerrijk, tijdens de Bourbonrestauratie, weer een koninkrijk met Lodewijk XVIII als koning.
Na minder dan een jaar ballingschap op het eiland Elba, keerde Napoleon terug naar Frankrijk. Hij heroverde tijdelijk de troon in 1815 en wist het rijk weer nieuw leven in te blazen tijdens de Honderd Dagen van Napoleon. Hij werd echter verslagen door de Zevende Coalitie tijdens de Slag bij Waterloo. Napoleon gaf zich over aan de coalitie en werd opnieuw verbannen, dit keer naar Sint-Helena. Op dat op het eiland stierf hij in 1821. Na de overgave van Napoleon werd de Bourbon-monarchie weer hersteld, waarbij Lodewijk XVIII opnieuw koning van Frankrijk werd.